# Фессак
Фесса́к (фр. Fayssac, окс. Faiçac) — коммуна во Франции, находится в регионе Юг — Пиренеи. Департамент — Тарн. Входит в состав кантона Дё-Рив. Округ коммуны — Альби.
Код INSEE коммуны — 81087.

## География
Коммуна расположена приблизительно в 550 км к югу от Парижа, в 60 км северо-восточнее Тулузы, в 15 км к западу от Альби.
Большую часть территории коммуны занимают виноградники.

## Климат
Климат умеренно-океанический. Зима мягкая и дождливая, лето жаркое с частыми грозами. Ветры довольно редки.

## Население
Население коммуны на 2010 год составляло 368 человек.
| 1962 | 1968 | 1975 | 1982 | 1990 | 1999 | 2010 |
| ---- | ---- | ---- | ---- | ---- | ---- | ---- |
| 265  | 217  | 242  | 306  | 314  | 276  | 368  |

## Администрация
| Период | Период | Фамилия     | Партия | Примечания |
| ------ | ------ | ----------- | ------ | ---------- |
| 2001   | 2014   | Клод Бартез |        |            |
| 2014   | 2020   | Серж Лазаро |        |            |

## Экономика
В 2007 году среди 225 человек в трудоспособном возрасте (15-64 лет) 153 были экономически активными, 72 — неактивными (показатель активности — 68,0 %, в 1999 году было 66,5 %). Из 153 активных работали 129 человек (71 мужчина и 58 женщин), безработных было 24 (8 мужчин и 16 женщин). Среди 72 неактивных 16 человек были учениками или студентами, 26 — пенсионерами, 30 были неактивными по другим причинам.